# Johnny Lundberg
Jarl Robert Johnny Lundberg, född Eliasson den 15 april 1982 i Landskrona, är en svensk före detta fotbollsspelare (mittback) som numera är tränare för Råå IF. Lundberg har tidigare bland annat spelat för Halmstads BK, FC Nordsjælland och Landskrona BoIS. Han är bror till fotbollsspelaren Robin Eliasson Hofsö.

## Karriär
Lundberg började spela fotboll i Landskrona BoIS som sexåring. Han debuterade i Superettan 2001 mot GIF Sundsvall. Mellan 2002 och 2005 spelade han för Landskrona i Allsvenskan, de två sista åren som ordinarie. Han gjorde sin sista säsong i klubben år 2006, nu återigen i Superettan. Därefter gick han till FC Nordsjælland i danska ligan.
Han återvände till Sverige och Allsvenskan 2009 efter att ha värvats av Halmstads BK. Han debuterade för HBK den 2 augusti 2009 mot IF Brommapojkarna. Inför säsongen 2010 meddelade Halmstads tränare Lars Jacobsson att Lundberg skulle ta över kaptensbindeln efter Tommy Jönsson.
Lundberg skev på för norska Sandnes Ulf inför säsongen 2013. I februari 2014 kom Lundberg överens med Sandnes om att bryta kontraktet. Den 7 mars 2014 skrev han på ett tvåårskontrakt med Landskrona BoIS.